# Nagy Bálint (növényorvos)
Nagy Bálint (Gacsály, 1930. április 4. – Szeged, 2015. május 18.) növényorvos, a korszerű magyar növényvédelmi szakigazgatás és intézményrendszer megteremtője, (politikai célú) eltávolítását követően (1983) címzetes egyetemi tanár (MÉM Mezőgazdasági Mérnök-továbbképző Intézet, Budapest).

## Életútja
Három testvér között ő volt a legidősebb. Apja tanyasi zsellér, református, anyja katolikus volt, ami későbbi konfliktusok forrása lett. Apja 1942-től katona volt, s mint legidősebb fiú, Bálint hatéves korától gondozta az állatokat, 12–14 évesen édesanyjával gazdálkodott hét holdon, közben iskolába járt. Tehetségkutatás zajlott szegényparaszti gyerekek között, 1942-ben, 12 évesen az iskolaigazgató javasolta továbbtanulását, de a református tiszteletes nem írta alá az igazgató ajánlását. A római katolikus egyház Pápára küldte volna egyházi gimnáziumba, de apja tiltakozott ez ellen, így nem lett katolikus papnövendék. Otthon maradt, és gazdálkodott édesanyjával. 1946–1948 között a Fehérgyarmati Kertészeti Szakiskolában tanult, de igazgatója felismerte benne a tehetséget, s beajánlotta Porpáczy Aladár igazgatónak Eszterházára (Fertőd), ahol a Kertészeti Középiskolában különbözeti vizsgával rögtön a 3. osztályba léphetett. 20 évesen érettségivel jelentkezett a Zrínyi Katonai Akadémiára, de a Diákszövetség elnöke Sopronból közbe szólt: kiszemelt „káder” lett szovjet ösztöndíjra, de ekkor még oroszul semmit sem tudott.
Orvosi pályát szeretett volna választani, de – gazdász előéletét ismerve Soós Gábor államtitkár közbelépésére Harkovba (Harkiv) irányították. A Dokucsajev Mezőgazdasági Főiskola Növényvédelmi Karán ötéves képzéssel vörös diplomával végzett 25 évesen 1955. júniusban. Az intézmény ma a Dokucsajev Méz Egyetem, 200 éves múlttal.
Nagy Bálint volt az első növényvédelmi szakos agrármérnök (növényorvos) Magyarországon. Hazatérvén Harkovból Kenderesen lett gyakornok, központi agronómus, majd 26 évesen Kállósemjénben kinevezték igazgatónak (1956-59). Budapesten (1959–1983) a Növényvédelmi Szolgálat igazgatója, majd a Mezőgazdasági és Élelmezésügyi Minisztérium (MÉM, később: Földművelésügyi [és Vidékfejlesztési] Minisztérium FM, ma: Agrárminisztérium) főosztály vezetője lett.

## Munkássága
1954–55-ben a megyei gépállomások helyén megalakultak a megyei növényvédő állomások, megteremtették működésükhöz a műszaki hátteret.
1959-ben Budapesten a Mezőgazdasági Minisztériumban (MÉM) felelős és nagy hatalmú kormány tisztviselőként felépítette azt az éppen napjainkban (2022. szeptember) "kimúló" szervezetet, amely a Magyar Növény- és Talajvédelmi Szolgálat, később NÉBIH Növény-, Talaj- és Agrárkörnyezet-védelmi Igazgatóság volt. Következetesen vitte végig elgondolását, a hármas tagolású, egymásra épülő és egymást kölcsönösen segítő növény- és talajvédelmi szakigazgatás – földművelésügyi minisztérium, budapesti koordinációs központ (a Budaörsi úton) és a megyei állomások – rendszerét. Ez a kiváltság 1983-ig volt az övé, és ezt az időszakot sokan a „magyar agrárkemizálás (növényvédelem) aranykorának” nevezik.
1968-ban jelent meg – Európában elsőként – az ún. Első Növényvédelmi Kódex (jogszabálygyűjtemény). Akkoriban a szaktanácsadás és az ismeretterjesztés volt a legfontosabb feladat. Elindult a növényvédelmi előrejelzés, létrehozták az első vírusvizsgáló csoportot, Velencén kialakítottak egy virológiai bemutató telepet, megkezdődtek a növényvédő szerekkel kapcsolatos hatékonysági vizsgálatok.
A MÉM Növényvédelmi és Agrokémiai Főosztályát 25 éven keresztül (1959–1983) vezette. Nagy Bálintnak (és munkatársainak, főként dr. Nechay Olivér helyettesének) köszönhető – sok-sok eredményes szakmai intézkedés mellett –, hogy a világon elsőként, 1968-ban hazánkban tiltották be az állatvilágra (emberre) és az környezetre is különösen veszélyes DDT-hatóanyagú rovarölő szerek használatát, amely a természetben hosszú ideig nem bomlik le (perzisztens), a kipermetezett DDT a talajvízzel a folyókba és a tavakba jutva felhalmozódik az algákban, onnan a táplálékláncon át a halakba, majd a madarakba kerül, szervezetükben felhalmozódik és pusztulásukhoz vezethet, vagy legalábbis gátolja szaporodásukat. Ezzel hatalmas lépést téve a környezetvédelem és a magyar élelmiszerbiztonság kiépülése irányába. Nevéhez fűződik, hogy a világ élvonalát képviselő, más országok számára példaértékű növényvédelmi és agrokémiai állomáshálózat kiépült. A FAO, az UNIDO és az EPPO Archiválva 2022. november 1-i dátummal a Wayback Machine-ben kormányszinten jelentették be és felkérték hazánkat a "harmadik országok" szakember képzésében és szervezeti fejlesztésében való részvételre, ezzel Magyarországot a növényvédelem nemzetközi modell szervezetévé nyilvánították. Továbbá az ő kezdeményezésére és vezetésével indult el a hazai szántóföldi permetező- és csávázógép gyártás is.
A kialakuló nagyüzemi gazdálkodás (mezőgazdasági termelőszövetkezetek és állami gazdaságok) nagyméretű tábláin a hatékony növényvédelemnek, műtrágyázásnak, gyomirtásnak elősegítésére megteremtették a légi növényvédelmi tevékenység technikai és személyi feltételeit. Szász Árpád (1935–2021) a Repülőgépes Növényvédő Állomás alapító tagja volt 1959 februárjában. 1967 után bevezetésre kerültek az An-2M, vagyis az Ancsa nagy-teljesítményű repülőgépek, 1970–ben pedig a Kamov Ka-26-os helikopter is belépett a flottába. 1974-től a szervezetet átalakították: megalakult a Mezőgazdasági és Élelmezésügyi Minisztérium Repülőgépes Szolgálat, a MÉM RSZ. A ’70-es években már több mint száz légi növényvédelmi brigád dolgozott, amelyek kifejezetten a nagyméretű gazdaságok (termelőszövetkezetek és állami gazdaságok), továbbá az erdőgazdaságok növényvédelmi munkálatainak szolgálatában álltak. 1992-től önálló vállalkozásokat indítottak, a 2010-es évek elején csaknem félszáz kisvállalkozásban végeztek mezőgazdasági repülést.
A növényvédelmi hatósági munka jogszabályi hátterét az ún. Első Növényvédelmi Kódex megalkotása jelentette (1968), amely kimondta, hogy meg kell akadályozni az egészségre ártalmas növényvédő szermaradványt tartalmazó növények forgalmazását és felhasználását. Előírta a növényvédelmi szakemberek foglalkoztatását, ebben Szepessy István támogatásával példaértékű, felsőfokú egyetemi növényvédelmi szakemberképzés (ma: növényorvos) kezdődött el az agrár-, kertészeti és erdészeti egyetemeken. 1970-ben Keszthelyen megkezdődött az ötéves okleveles agrárkémikus agrármérnökök, majd egy évvel később a hároméves növényvédő üzemmérnökök képzése. Sok megyében új központi épületek épültek, főleg a megyeszékhelyeken; speciális laboratóriumok létesültek: így Vadtoxikológiai Laboratórium Fácánkerten (megszűnt 2006-ban); Humántoxikológiai Laboratórium Keszthelyen (megszűnt 1998-ban); Szövőlepke Laboratórium, majd Biológiai Védekezési Laboratórium, később Biológiai Védekezési és Karantén Fejlesztési Laboratórium Hódmezővásárhelyen, amelyet beolvasztottak a Központi Károsító-diagnosztikai Laboratóriumba (Budapest); (Növény)Virológiai Laboratórium Velencén; megyei (Agrokémiai) Analitikai Laboratóriumok hálózata létesült, speciális Bakteriológiai Laboratórium Pécsett, Víz-élettani Laboratórium Százhalombattán. Négy megyében és Budapesten létrejöttek Műtrágyavizsgáló, majd később Növényvédőszer-minősítő Laboratóriumok.
A növénykórtan egyik sarkalatos problémáját a vírusbetegségek, pl. a Plum pox virus, PPV (szilvahimlő), a burgonya fertőző leromlását is okozó Potato virus Y, PVY vírusok okozzák: ellenük nincs „orvosság”, a permetező (gyógy)szerek hatástalanok. A megoldást csak a növényi szaporítóanyagok (elsősorban a gyümölcs és szőlő), illetve a vetőmagvak vírusmentesítése, illetve a vírusmentességet megőrző technológiák korszerűsítése jelentheti. Ezt felismerve Országos Vírusmentesítési Program  (OVP) indult 1975-ben. A hatékony működés elvi irányítását az agrárminisztérium Növényvédelmi és Agrokémiai Főosztálya (Nagy Bálint szigorával, már-már „félkatonai szervezettséggel”) végezte; az OVP szervezését és operatív munkálatait a MÉM Növényvédelmi és Agrokémiai Központja (MÉM NAK) Növénykórtani Osztálya végezte, szoros együttműködésben a megyei növényvédő állomásokkal, nemesítő- és kutatóintézetekkel, illetve a Velencén létesített (Növény)Virológiai Laboratóriummal, a hatékony vírusmentesítést tesztelő faiskolákkal, az Üvegházi biotesztelő, hőterápiás és szerológiai Laboratóriummal (Hódmezővásárhely).
A fokozódó műtrágyahasználat a talajok fizikai és kémiai állapotának megváltozását is magával hozta. 1976-tól a MÉM Növényvédelmi Központ Növényvédelmi és Agrokémiai Központként, és a megyei növényvédő állomások növényvédelmi és agrokémiai állomásokként működtek tovább. Kiépítettek 15 talajvizsgálati laboratóriumot. Nagy Bálint határozottan kiállt a túlzott, a termőtalajt romboló műtrágya használat ellen. Minden nyilatkozatában felhívta a figyelmet a talaj egészségének és a termőképesség megőrzésének a fontosságára.
A növény és talaj kémiai paramétereinek vizsgálata és értelmezése egyértelműen a talajban lejátszódó mikrobiális folyamatok vizsgálata irányába terelődött. De nem valósulhatott meg, mert 1983 közepén felmentették (lemondatták) Nagy Bálintot felelős irányítói tisztségéből. Ekkor még csak 53 éves volt. Mivel eredeti gondolataival a rendszer belső ellenzéke lett, Lázár György – Marjai József vonala ellen dolgozott, azonban a párt (MSZMP) és állami adminisztrációval szemben gyengének bizonyult. Ez negatív fordulatot indított el a Növényvédelmi Szervezet életében.

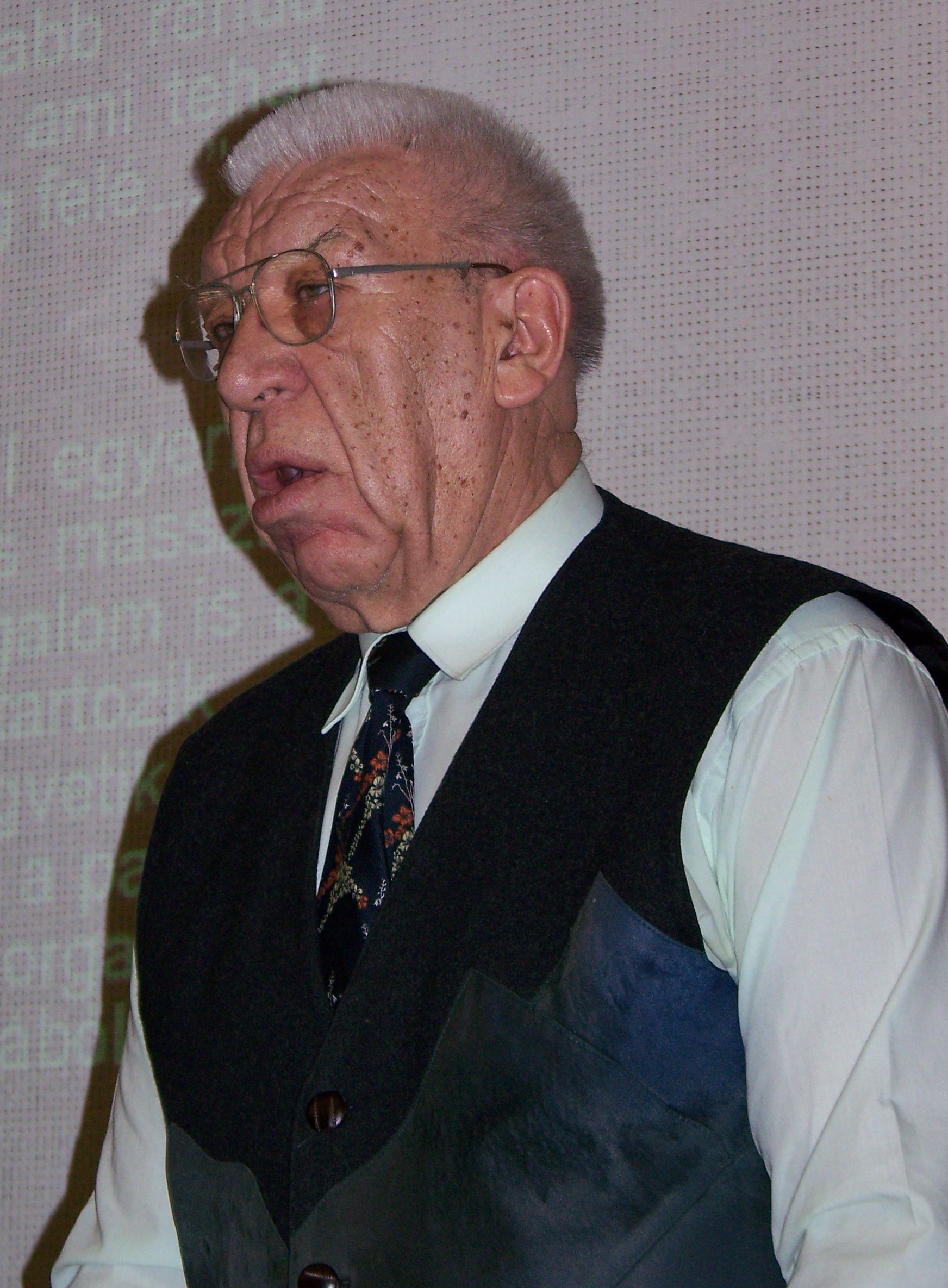
Dr. Nagy Bálint előadást tart 2010-ben

Az agrárkemizálás két ágának (a növényvédelemnek és az agrokémiának) az összekapcsolása 1976-ban világraszóló ötlet volt. A ’80-as évek elejére kialakult az agrárkemizálás minden elemét mérő, az adatokat értelmező elemzőrendszer, ami maximális szakmai biztonságot adott az akkori agrártermelés részére. Ennek a rendszernek a kialakításával Nagy Bálint már akkor megvalósította azt az élelmiszerbiztonság alapját, amiről csak 30 év elteltével kezdtek el beszélni.
Ha az 1980-as évek elejére kialakított rendszer tovább működhetett volna, ma nagy valószínűséggel jóval kevesebb lenne hazánkban az erózió veszélyeztetett és savanyú területek részaránya, és működne egy korszerű földértékelési rendszer, a 19. században bevezetett aranykorona alapú értékelés helyett. Nagy Bálint tevékenysége nélkül, a ma már növényorvosnak hívott szakma nem lenne kenyérkereső foglalkozás, mert ezt ő és munkatársai alapozták meg.
1996-ban készült vele a sokatmondó riport: "Bizonnyal fáj, hogy most sehol sincs fóruma, hogy nem figyelnek avval a feszültséggel, amivel hajdanán?" Nagy Bálint válasza: "Nem ez fáj, itt nálunk bekövetkezett az úr színeváltozása, s úgy hittem, hogy minket, akik végig a rendszer belső ellenzéke voltunk, és reformot csináltunk, a Lázár- meg a Marjai-irányvonal ellen dolgoztunk, minket legalább elővesznek és megkérdeznek”.
A növényvédelmi szakirányítás éléről történt politikai okból történő eltávolítását követően egyetemi oktatóként, majd nyugdíjasként is töretlenül dolgozott.
1990 után válaszokat keresett az alakuló új világ történéseire, és azokat meg is osztotta írásai révén, melyekből a jövővel kapcsolatos kíváncsiság, gyakran aggódás volt érezhető. A 2003-ban közreadott tudományos elmélkedés, ha úgy tetszik, vidékfejlesztési irányvonal, régóta hiányzik a magyar vidék fejlődésének reményteli jövőt jelentő palettájáról. Az internet korához is alkalmazkodva, torzóként maradt fenn Nagy Bálint saját honlap-kezdeményezése, amelyet öt évvel halálát megelőzően 2010-ben kezdett – a tőle megszokott energiával és tiszta gondolataival – elindítani. 2013-ban a Növényvédelem folyóirat hasábjain ekként emlékezik meg segítő kortársáról, Nechay Olivérről: életfáik gyöktörzse osztályellentétekre támaszkodó szemléletével akkoriban áthidalhatatlannak tűnt. Dr. Nechay Olivér minden generációs ágában nemesi – felső értelmiségi, konzervatív, család-alapú, a természetet uraló Teremtőbe vetett hit, és nem a természetet legyőzni akaró, profit-orientált, érdekalapú szemlélet volt a meghatározó. Ugyanakkor Nagy Bálint első-generációs, kálvinista paraszt család józan gondolkodású sarjaként, mégis egymásra találtak a szenvedéllyé váló ügyszeretet, a növényvédelem szakmaiságának dolgában. A gyógyszerészi és jogi tanulmányokat végzett Nechay Olivér a növényvédelmi államigazgatás terén elsődleges segítő társa volt Nagy Bálintnak, akik Soós Gábor államtitkár jóváhagyásával meghatározták a stratégiai koncepciót, a fejlesztés irányait, a politikailag meghatározott kolhoz modellű nagyüzemi viszonyokra adaptálva. Nagy Bálint főosztály vezetőt és Nechay Olivér helyettesét tizenöt, szoros munkakapcsolatban eltöltött év kapcsolta össze, melyben Nechay a növényvédelem jogi szabályozásának "karmestereként" irányított. A szenvedéllyé váló közös cél összetartásával cementált, kételkedés nélküli bizalom alakult ki közöttük a "magyar növényvédelem aranykorában".

## Fontosabb könyvei, munkái
- Nagy B. (1965): Gyümölcstermő növényeink kártevői és betegségei. Növényvédelmi zsebatlasz. Mezőgazdasági Kiadó, Budapest. 582 o.
- Nagy B. et al. (1966): Növényvédelmi útmutató. Mezőgazdasági Könyv- és Folyóiratkiadó Vállalat, Budapest. 370 o.
- Nagy B. (szerk.) (1971): Növényvédelmi ökonómia és technológia. (Kézirat) Agrártudományi Egyetem, Mezőgazdaságtudományi Kar, Növényvédelmi szak, Gödöllő. 246 o.
- Nagy B. (1974): A növényvédelem fejlesztésének ökonómiai alapjai. Mezőgazdasági Kiadó, Budapest. 137 o.
- Nagy B. (1998): ...és mindennapi kenyerünket add meg nekünk ma. Kapu füzetek 6. Magyar Kapu Alapítvány, Budapest ISBN 9637706135, 91 o.
- Nagy B. (2003): Állandósuló költségvetési „fekete lyuk” (?) – vagy az Európai Unióhoz illeszkedő vidékfejlesztés. Kiadó: Budapesti Agrárkamara, ISBN 963 206 541 7 Kucsák Könyvkötészet és Nyomda, Vác. 240 o. http://users.atw.hu/drnagybalint/szoveg/fooldal.htm (pdf-hozzáféréssel).
- Nagy B. et al. (2008): Magyar nemzetstratégia 1. A magyar agrár- és vidékfejlesztés konzervatív értékrendű stratégiájának koncepciója. Varga Domokos György (szerk.). Magyar Konzervatív Alapítvány – Püski Kiadó, Budapest. 776 o.
- Nagy B. et al. (2009): Magyar nemzetstratégia 2. A magyar vidék- és agrárfejlesztés alapgondolatai. Varga Domokos György (szerk.). Magyar Konzervatív Alapítvány – Püski Kiadó, Budapest. 660 o.

## Elismerései (1990 után)
Elemzései alapján előbb bírálta, később szembefordult a tekintélyuralmi hatalommal, ezért 1983-ban politikai okokkal lemondatták főosztályvezetői posztjáról. Munkásságát a rendszerváltást követően több szakmai díjjal ismerték el.

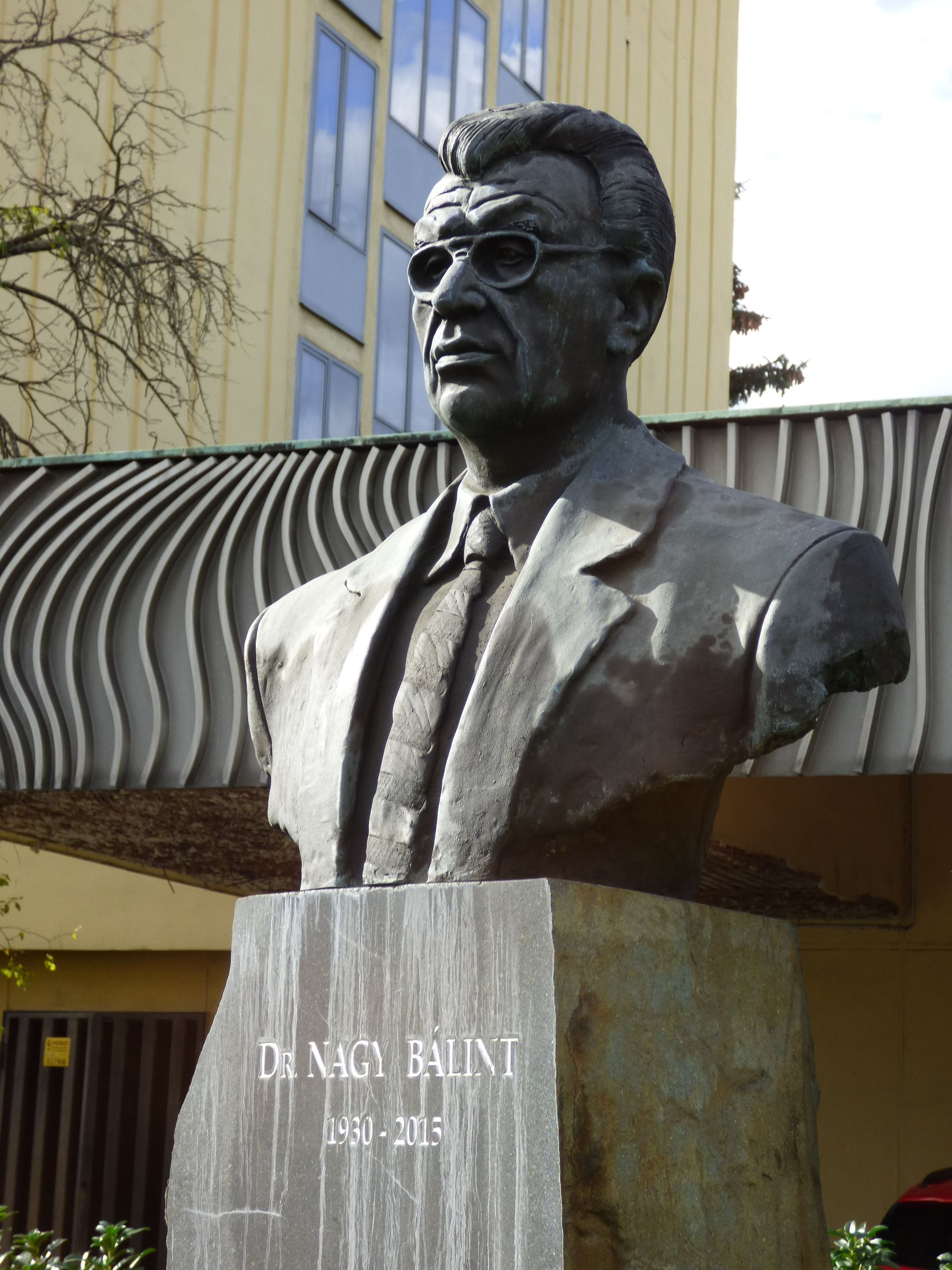
Dr. Nagy Bálint bronz mellszobra Budapesten

- Eötvös Loránd-díj:[24] 1991-ben az ipari és kereskedelmi miniszter újra alapította a korábban megszüntetett kitüntetést. A díj a kiemelkedő ipari alkotó, irányító, szervező tevékenység elismerésére szolgál. Évente 25 díj adható, átadására a Magyar Műszaki Értelmiség Napja alkalmából kerül sor.[25]
- Az 1797-ben gróf Festetics György által alapított Georgic(k)on Gazdasági Tanintézet (georgikosz gör., földműves) az iskola alapításakor[26] (először) bocsátották ki a Georgikon emlékérmet[27] A Georgikon 51 évig állt fenn, később jogutódjaiban a „mezőgazdálkodás kiemelkedő személyiségeinek” a Georgikon emlékérme[28] kitüntetést adták át, amelyet 1971-ben dr. Nagy Bálint kapott meg a Keszthelyi Agrártudományi Egyetemen.
- Márton József-díj[29] – 2013-ban (az AGRO.Bio Hungary Kft. alapítású díja): a „Fenntartható Magyar Mezőgazdaság Szolgálatáért” Nagy Bálint kapta.

2014 szeptemberében, Nagy Bálint betegsége miatt már nem tudott részt venni a Növényvédelmi állomások alapításának 60. évfordulója alkalmából rendezett ünnepségen, ezért az emléklapot és a plakettet az országos növény- és talajvédelmi főfelügyelő vitte le neki szegedi otthonába, 2015-ben pedig, születésnapján pár kollégája személyesen is köszöntötte. A példaértékű Növényvédelmi Szervezet fennállásának 60. évfordulójáról 2014. októberében összefoglaló írásos anyag jelent meg a 19. Tiszántúli Növényvédelmi Fórum különszámában.
Nagy Bálint 2015-ben hunyt el, végakaratának megfelelően hamvait szülőfaluja, Gacsály határában szórták ki mezőgazdasági növényvédelmi helikopterrel.

## Emlékezete
- Tanítványai, tisztelői 2018-ban Nagy Bálint személyének emlékszobrot állítottak a Budaörsi úton.[32] Gondolatai máig időszerűek. Visszatérő és ismételten hangsúlyozott véleménye volt az, hogy átalakuló, átrendeződő világunkban a mezőgazdasági termelés új modellje válság felé vezet. Az európai népek tapasztalatait elemezve más modellt vizionált. Ezek a kérdések írásaiban, könyveiben, előadásaiban nem ritkán súlyos, kritikus hangvétellel, kemény, olykor nyers megfogalmazásban figyelmeztetésül szóltak a politika és a jövő nemzedékei számára. A Magyar Növényvédelmi Társaság[33] 2018-ban Nagy Bálint-emlékérmet alapított.[34]
- Nagy Bálint sokéves, független agrárpolitikusi tevékenységének áttekintése megmutatja, hogy kritikus elemzései nem öncélúak, hanem a szakmai haladást szolgálók voltak.[35]
- Halálának 10. évfordulója alkalmából 2025. május 16-án Nagy Bálint emlékülést tartott a hazai növényvédelmi szakma.[36]
- Nagy Bálintról elnevezett termet avattak Nyíregyházán a Szabolcs-Szatmár-Bereg Vármegye Kormányhivatal Agrárügyi Főosztályának épületében 2025. május 28-án, ugyanezen napon szülőfalujában, a Gacsályon található emléktábláját megkoszorúzták.[37]